# Robert Van Kerkhoven
Robert Van Kerkhoven est un footballeur belge né le 1er octobre 1924 à Molenbeek-Saint-Jean (Belgique).
Milieu de terrain du Daring Club de Bruxelles, il a joué 9 fois et marqué 1 but en équipe de Belgique. Il a participé aux deux matches des Diables Rouges lors de la Coupe du monde de 1954 en Suisse, contre l'Angleterre (4-4) puis contre l'Italie (défaite, 1-4).